# ロバート・リオン
ロバート・リオン（Robert Menli Lyon、1789年 - ?）は、西オーストラリア開拓者のひとり。植民地におけるアボリジニの権利や福祉を声高に主張した初期の一人である。また、パース周辺のアボリジニ言語の情報を初めて出版した人物でもある。

## 生涯

### 生誕から移住まで
スコットランド、インヴァネス生まれ。生誕時の名前はRobert Milneだった。若い頃は陸軍に籍を置き、その階級は大尉だったと推測される。1829年、40歳のリオンはイギリスの植民地であった西オーストラリアの植民地に移住した。軍籍を誇ることなく一移民として過ごすリオンは、ミドルネームをアナグラム変換しMenliに変えた。

### アボリジニとの接触
リオンは植民地全域を旅し、先住民族と接触する機会を多く持った。そこで、開拓者がアボリジニに向ける不信、敵意、時に暴力を目の当たりにし、先住民族の人権を主張するようになった。公開の会合をたくさん持ち、そこで先住民討伐隊編成や他の暴力的手段に反対し、交渉と和解を目指した政策への転換を主張した。だが、このような彼のスタンスは賛同を得られず、多くの移住者から疎外され、また彼自身に敵意が向く結果を招いた。

### イェーガン事件
1831年12月、ヌンガー族のイェーガンは友人が殺害された復讐のため、白人への攻撃を幾度も主導した。1832年10月イェーガンと仲間2人が逮捕され、死刑判決を受けた。この時、リオンは嘆願を述べ、イェーガンたちはウィリアム・テルやウィリアム・ウォレスのように彼らの国のために戦ったのだと主張した。そして、一般的な犯罪者ではなく戦争時の捕虜とみなし取り扱われるべきだと意見した。これを受けて行政官ジェームズ・スターリング卿は処刑の中止を決め、イェーガンらをカーナック島 (en) への追放と処した。
リオンは許可を得て1832年10月8日にカーナック島に渡り、イェーガンたちと面会した。リオンは一ヶ月強の滞在期間中、彼らの言語を学び取ることに多くの時間を費やした。これを通して、リガンはたくさんの土地の名称を覚え、ヌンガーの文化や伝統についての知識を得た。リオンはこれを、1833年3月から『ウエスト・オーストラリアン（The West Australian）』『パース・ガゼット（The Perth Gazette）』両紙に「A Glance at the Manners and Language of Aboriginal Inhabitants of Western Australia」（「西オーストラリアにおけるアボリジニ先住民族の風習と言語についての一考察」の意）と題して連載した。これは、西オーストラリアで初めて出版された先住民族についての情報であり、人類学にとって貴重な出典ともなった。
11月15日、イェーガンと仲間は放置されたディンギーを盗み、秘かにカーナック島を脱出して本土のウッドマン岬 (en) に逃れた。リオンは、あと3週間彼らと時間を共にしていれば、先住民族と移民者との間で平和的な条約を締結することも可能だったと行政官に報告した。そして、アボリジニに対して、討伐的な行動よりも話し合う態度を示すよう行政に働きかけた。このような武力に訴えることに反対するリオンの言動は、政府そして移住者たちからも不興を買った。今や彼は、本来部族を纏め交渉の代表たるリーダーを持ち得ないアボリジニの文化を理解していなかったと考えられている。
1833年6月、先住民に処罰をあたえるべきと求める数多い声に対応して、ギルドフォード (en) で会議が持たれた。リオンもこの会議に出席し、後に「植民政策下のオーストラリアで最も人道主義に溢れたもののひとつと評される」スピーチを述べた。（ヘンリー・レイノルズ、1998年）

### 影響
1834年3月、レオンはポートルイスの大学でラテン語とギリシャ語を教える教授に就任するため、オーストラリアを発ってモーリシャスへ向かった。そこで彼はクエーカー教徒のジェームス・バックハウス (en) と出会った。レオンはバックハウスにオーストラリアで先住民族が如何に扱われているかを語り、深く推敲したアイデアを記した2枚のメモを手渡した。これにバックハウスに強い印象を与えた。この時のメモは1世紀以上後に発見されて、1941年にロンドンで、アボリジニ保護局 (en) から出版された。

### 執筆活動
1836年までにリオンはオーストラリアに戻っていた。彼は数年間南オーストラリア州で過ごし、牧師R. L. Milneを名乗った。1839年、彼はニューサウスウェールズ州に渡り、当地ではキャプテン・ロバート・ミルン（Captain Robert Milne）の名で知られた。その頃彼は著作『Australia: An Appeal to the World on Behalf of the Younger Branch of the Family of Shem』（「オーストラリア：セムの系統を継ぐ若い支族に代わって為す世界への訴え」の意）を執筆し出版した。この本は、それまでにリオンが為した多くの書、演説や手紙、アボリジニにまつわる出来事について彼らを弁護する修辞的な筆記などを含んでいた。これらの書状は、イギリス王室、英国議会、ニューサウスウェールズ州総督、オーストラリア司教など、さまざまな権力者に宛てたものだった。
リオンが死去した年は不詳ながら、晩年においてもアボリジニの福祉に彼は並々ならぬ関心を寄せていた。1863年、70歳代中ごろの著述にも、この問題が取り上げられている。
リオン同様、アボリジニの福祉問題を主張した人物に、ジョージ・オーガスタス・ロビンソン (en) やデイジャ・ベイツ (en) がいる。